# Christian Núñez
Christian Núñez (vollständiger Name: Christian Washington Núñez Medina) (* 24. September 1982 in Montevideo) ist ein uruguayischer ehemaliger Fußballspieler.

## Verein
Der je nach Quellenlage 1,72 m oder 1,74 m große, Pichón genannte rechte Außenverteidiger Núñez begann seine Karriere bei Huracán Buceo, wo er bereits im Alter von 17 Jahren debütierte. Bis 2004 spielte er für den Klub zuletzt in der Segunda División. Von 2005 bis 2008 stand er in Reihen des Centro Atlético Fénix. Mit dem Klub aus dem montevideanischen Barrio Capurro gewann er 2007 das Torneo Apertura der 2. Liga Uruguays. Ab dem Torneo Apertura 2008 schloss er sich CA Cerro an. Dort gewann er mit seinen Mitspielern 2009 die Liguilla Pre-Libertadores. Am 6. August 2009 unternahm er den gleichen Schritt wie zuvor sein Trainer bei Cerro, Eduardo Acevedo, und wechselte zu Nacional Montevideo. Nachdem Nacional im Laufe seiner Vereinszugehörigkeit das Torneo Apertura 2009/10 und das Torneo Clausura 2010/11 zu seinen Gunsten entschied, verzeichnete Núñez in der Saison 2010/11 mit dem Gewinn der uruguayischen Meisterschaft seinen bislang größten Erfolg im Profifußball. In der Folgesaison verteidigte er mit seinen Mannschaftskameraden den Titel. Bis zum Ende seiner Vereinszugehörigkeit sind für Núñez 94 Ligaspiele (vier Tore), ein Liguilla-Einsatz sowie 21 absolvierte Copa-Libertadores-Partien für die Bolsos verzeichnet. Nach der Spielzeit 2013/14 verließ er den Verein und schloss sich Independiente in der Nacional B an. Bei den Argentiniern absolvierte er bis zu seinem letzten Einsatz am 23. November 2013 vier Ligaeinsätze (kein Tor) in der Nacional B. Ende Dezember 2013 verließ er den Verein und schloss sich dem von seinem ehemaligen Trainer bei Fénix, Pablo Repetto, trainierten ecuadorianischen Verein Independiente del Valle an. Dort lief er bislang (Stand: 20. Oktober 2016) in 107 Partien (fünf Tore) der Primera A auf und kam 24-mal (ein Tor) in der Copa Libertadores (Wettbewerbe 2014, 2015 und 2016) und viermal (kein Tor) in der Copa Sudamericana 2014 zum Einsatz.

## Erfolge
- 2× Uruguayischer Meister: 2010/11, 2011/12
- Meister der Liguilla Pre-Libertadores 2009
- 2× Gewinn der Copa Bimbo: 2010, 2011